# 錫尼夫灣
74°40′S 135°50′W / 74.667°S 135.833°W
錫尼夫灣（英語：Siniff Bay）是南極洲的海灣，位於瑪麗伯德地沿岸，從費勒格角延伸至梅爾維爾角，該海灣根據美國地質調查局的測量和美國海軍的空中照片被繪入地圖，現時由南極條約體系管理。